# Cocoon (Computerspiel)
Cocoon ist ein Computerspiel, das von Geometric Interactive entwickelt und 2023 von Annapurna Interactive veröffentlicht wurde. Das Adventure wurde von Jeppe Carlsen, dem Lead-Designer der erfolgreichen Spiele Limbo und Inside, entwickelt.

## Gameplay
In Cocoon steuern die Spieler ein käferähnliches Wesen, das durch verschiedene Welten reist, die in Orbs (Kugeln) eingeschlossen sind. Jede Welt bietet ihre eigenen Rätsel und Mechaniken, und das Wechseln zwischen den Welten ist der Schlüssel zur Lösung der komplexen Rätsel. Die Puzzle-Mechaniken sind innovativ, fordern das Denken der Spieler heraus und sorgen für eine kontinuierliche Überraschung, da sie immer neue Wendungen und Herausforderungen bieten. Die Welten in den Orbs funktionieren oft als Power-Zellen, die benutzt werden, um Brücken zu erschaffen oder andere Mechanismen zu aktivieren.

## Entwicklung
Das Design von Cocoon zeichnet sich durch abstrakte Kunst und minimalistische Steuerung aus. Es nutzt eine isometrische Perspektive, bei der die Spieler Rätsel durch das Manipulieren der Umgebung und das Kombinieren von Welten lösen.

## Rezeption
Cocoon erhielt zum allergrößten Teil positive Bewertungen. Die Rezensionsdatenbank Metacritic aggregiert 39 Rezensionen zu einem Mittelwert von 88.
PC Gamer bezeichnete es als „wundervoll surreal“ mit einer „delikaten, surrealen Atmosphäre, die das Rätsellösen besonders befriedigend macht“ und hob die faszinierenden Interaktionen zwischen den Welten hervor. GamesRadar+ lobte das intuitive Gameplay, bei dem keine Anweisungen oder Tutorials benötigt werden, und die majestätischen Bosskämpfe, die eher als Spektakel statt als Herausforderung empfunden werden. Besonders beeindruckend sei die audiovisuelle Präsentation, die das Spiel zu einer ruhigen, aber fesselnden Erfahrung macht, unterstützt von einer minimalistischen, aber effektiven Klanglandschaft.